# Geoffrey Malfleury
Geoffrey-Luc Malfleury est un footballeur français, international martiniquais, né le 20 janvier 1988 à Aubervilliers. Il évolue au poste d'attaquant.

## Biographie
Né à Aubervilliers, Geoffrey-Luc Malfleury fait d'abord ses débuts dans le football dans le club de Sarcelles, puis entre au centre de préformation du Paris SG à l'âge de 10 ans. Mais deux ans plus tard il quitte sa région natale pour la Bretagne et l'EA Guingamp où il effectue toute sa formation. À l'issue de celle-ci, le club ne lui propose aucun contrat professionnel, il est obligé de s'exiler d'abord au Rapid de Menton en CFA 2, puis en Suisse au Stade nyonnais FC évoluant en division 2.
Désireux de revenir en France après son expérience helvétique, il rejoint le Red Star, pensionnaire du National, à l’orée de la saison 2011-2012. Avec le club francilien il finit second meilleur buteur du championnat (18 buts) derrière Seydou Koné ; il participe à l'épopée de son club en Coupe de France, qui se terminera par une défaite au Stade de France face à l'Olympique de Marseille en 32e de finale.
Ses performances attirent alors les convoitises de plusieurs clubs professionnels, dont le FC Lorient. Il signe le 13 juin 2012 un contrat de trois ans au Havre AC en Ligue 2, comme l'avait fait deux ans avant lui un autre buteur de National, Brice Jovial. Il fait ses premiers pas dans ce championnat le 3 août 2012 face à son club formateur, l'EA Guingamp (3-3). Puis il marque ses premiers buts chez les professionnels quatre jours plus tard en inscrivant un doublé face au Tours FC en Coupe de la Ligue (3-3).
Bien que doté d'un petit gabarit (1,66 m), il se montre adroit devant le but adverse mais n'est pas titulaire dans le système de jeu à un attaquant mis en place par Erick Mombaerts, qui lui préfère Yohann Rivière. Il marque tout de même à 7 reprises en Ligue 2, et à 5 reprises en 6 matchs de coupe pour sa première saison professionnelle.
Au début de la saison 2013-2014, désireux de trouver du temps de jeu, il demande à être prêté par son club. Il signe donc à la fin de l'été au FC Istres pour un an. Malgré une blessure qui l’éloigne des terrains pendant trois mois, il marque neuf buts en quinze matchs de Ligue 2 ce qui en fait un des meilleurs buteurs de son club. Cela ne suffit pas pour maintenir le club provençal, qui est relégué en National à l'issue de la saison.
Le 4 juillet 2015, il signe un contrat de deux ans en faveur du Tours FC. Laissé libre au terme de la saison 2016-2017, il trouve un point de chute au Portugal, en deuxième division, au sein du Clube de Futebol União. Son aventure ne s'y éternise pas, dès le 5 janvier 2018, son contrat y est résilié.

### Sélection de Martinique
Geoffrey Malfleury est appelé en sélection de Martinique par Louis Marianne pour disputer la Coupe caribéenne des nations 2014.